# 오카자키 토오루 (배우)
오카자키 토오루(일본어: 岡崎 徹 おかざき とおる[*], 1948년 12월 3일 ~ )는 일본의 전 배우이자 전 가수이다. 나가사키현 나가사키시 출신이다.